# Super Bowl I
Super Bowl I var den første udgave af Super Bowl, der blev spillet af vinderne fra de daværende ligaer AFL og NFL. Kampen blev spillet 15. januar 1967 på Los Angeles Memorial Coliseum i Los Angeles og stod mellem Green Bay Packers og Kansas City Chiefs. Packers vandt 35-10.
Kampens MVP (mest værdifulde spiller) blev Packers' quarterback Bart Starr.

## Scoringer
| Quarter | Tid   | Hold | Drive  | Drive      | Drive | Information                                     | Score  | Score   |
| Quarter | Tid   | Hold | Længde | Kørte spil | Tid   | Information                                     | Chiefs | Packers |
| ------- | ----- | ---- | ------ | ---------- | ----- | ----------------------------------------------- | ------ | ------- |
| 1       | 6:04  | GB   | 80     | 6          | 3:06  | TD: Max McGee 37 yard pass fra Bart Starr       | 0      | 7       |
| 2       | 10:40 | KC   | 66     | 6          | 3:44  | TD: Curtis McClinton 7 yard pass fra Len Dawson | 7      | 7       |
| 2       | 4:37  | GB   | 73     | 13         | 6:03  | TD: Jim Taylor 14 yard løb                      | 7      | 14      |
| 2       | :54   | KC   | 50     | 7          | 3:43  | FG: Mike Mercer 31 yards                        | 10     | 14      |
| 3       | 12:33 | GB   | 5      | 1          | :09   | TD: Elijah Pitts 5 yard løb                     | 10     | 21      |
| 3       | :51   | GB   | 56     | 10         | 5:25  | TD: Max McGee 13 yard pass fra Bart Starr       | 10     | 28      |
| 4       | 6:35  | GB   | 80     | 8          | 4:13  | TD: Elijah Pitts 1 yard løb                     | 10     | 35      |

| NFL | Spire Denne artikel om NFL er en spire som bør udbygges. Du er velkommen til at hjælpe Wikipedia ved at udvide den. |